# Esmeralda Pérez Tamiz
Esmeralda Pérez González Tamiz (Ciudad de México, 1973) artista plástica, visual y curadora mexicana independiente. Su trabajo se suscitan en el espacio público, un arte contextual y de sitio específico.

## Formación académica
2000 Licenciatura en artes visuales, Facultad de Arte y Diseño, Universidad Nacional Autónoma de México (UNAM) 
2010 Maestría en artes visuales, orientación Arte Urbano, Facultad de Arte y Diseño, Universidad Nacional Autónoma de México (UNAM). 

## Semblanza
Ha participado en diversos festivales y bienales de arte tanto en México como en el extranjero como en Portugal, Brasil, Colombia, Venezuela, España, y Estados Unidos. Algunos espacios donde ha expuesto su trabajo: Museo Reina Sofía (España) dentro del ciclo de la Internacional Cuir: Transfeminismo, micropolíticas sexuales y vídeo-guerrilla con Colectivo Madre Araña, Palacio de Bellas Artes (Ciudad de México) dentro del programa Encuentro de investigación y documentales de artes visuales: Inventar el futuro/construcción política y acción cultural con Colectivo Doscincuenta del cual es miembro desde el año 2010, 4.º encuentro para la Vida María Teresa Hincapíe en Armenia Colombia y Museo Universitario de Arte Contemporáneo MUAC donde participó dentro del ciclo Superficies del deseo. Fue miembro fundador del extinto Colectivo Madre Araña. Actualmente es curadora en el proyecto Biosfera Experimenta Arte de Acción.

## Obra
Su propuesta artística en el espacio público vislumbra un interés por las problemáticas sociales que se generan en determinados contextos abordado desde la poética y fuera del panfleto político. 
El espacio público para ella es el espacio de la realidad cruda, donde lo inimaginable sucede y donde se refleja lo que es la vida misma.

## Trabajo en espacio público
- Palacio Nacional, acciòn artìstica dentro del contexto de la marcha del 2 de octubre.[2]

- Sanando Heridas, acciòn-instalación en la frontera del Río Tijuana.[3]
- Depuración, Plaza de las Tres Culturas en Tlatelolco, Ciudad de México.
- II Bienal Internacional de Performance Horas Perdidas, Nuevo Leòn Monterrey.[4]
- Encuentro de Performance InSitu Chihuahua, proyecto soy más que esto.
- IV Encuentro de Performance para Vida María Teresa Hicapiè, Armenia, Colombia.[5]

## Proyecto Soy más que esto
Aunque su trabajo no está enfocado al arte feminista, su aporte a este se da a través de un proyecto que lo denomina "Soy más que esto", una propuesta con discurso de género que ha llevado a diversos espacios tanto institucionales como no institucionales (espacio público).
Esta propuesta plantea reivindicar la imagen de la mujer y dejar de ser vista como un mero objeto de cosificación. Hoy día con tantas campañas publicitarias donde la mujer es reafirmada justo objeto de cosificación inyecta en el inconsciente colectivo esa imagen con la que hay que romper para evitar feminicidios, abusos sexuales y demás atrocidades que se cometen contra el género femenino y para ello todo es importante iniciar cambiando la concepción de que es ser mujer.
Este proyecto se ha realizado en espacios públicos, privados, en video performance y como intervención artística.

## Publicaciones sobre su trabajo
https://issuu.com/ursula8a/docs/revista-final-1-1